# NGC 5727
NGC 5727 (również PGC 52424 lub UGC 9465) – galaktyka spiralna (Sd), znajdująca się w gwiazdozbiorze Wolarza. Odkrył ją Édouard Jean-Marie Stephan 10 czerwca 1882 roku.